# Shannon Rutherford
Shannon Rutherford er en fiktiv karakter i den amerikanske tv-serie Lost, spillet af Maggie Grace. Shannon har medvirket siden første sæson. Hun er stedsøster til Boone Carlyle og de bliver i begyndelsen ofte forvekslet for at være et kærestepar.

## Baggrund

### Personlighed
Shannon fremstår egoistisk og selvoptaget, specielt i seriens begyndelse hvor hun plejer og passer sig selv, mens majoriteten af de andre overlevende yder en indsats for hinanden. Hun udnytter andre overlevende, blandt andet Charlie, som hun overtaler til at fange fisk fra det åbne hav; Ene alene for at overbevise Boone om at hun kan klare sig selv.
Hun lider også under nedsat selvtillid. Hun giver udtryk for at føle sig uduelig og uintelligent, primært omkring de opgaver hun får angående fransk.

## Biografi

### Før flystyrtet
Shannons far dør i den selvsamme bilulykke Sarah Shephard er involveret i. På hospitalet prioriterer Jack operationen af Sarah over Shannons far, som han hjælpeløs må se afgå ved døden. Shannon, der aldrig har været på specielt god fod med sin stedmor, oplever at hendes husleje ikke bliver betalt; Stedmoren har stoppet betalingen af Shannons regninger fordi hun overtog hele arven. Boone opsøger Shannon for at tilbyde økonomisk hjælp, men efter en mindre diskussion afslår hun tilbuddet.
Shannon har i samråd med mindst tre kærester svindlet penge ud af Boones mor, som hævn for at beholde hele arven. Det fungerede sådan, at Shannon ringede Boone op og postulerede at hun var i vanskeligheder. Boone købte herefter kæresten ud af forholdet, men da han opdager bedraget i Sydney og går sin vej, finder Shannon ham på hotellet. På hotelværelset har de samleje og, dagen stiger de om bord på Oceanic Flight 815.

### Efter flystyrtet

#### Sæson 1
Tekst mangler, hjælp os med at skrive teksten

#### Sæson 2
Shannon fortsætter sit romantiske forhold til Sayid Jarrah.
Hun bliver skudt af Ana Lucia Cortez, der kom der fra øens modsatte side. Med sig havde hun halepartiets overlevende, samt James "Sawyer" Ford, Jin-Soo Kwon og Michael Dawson.

## Trivia
- Maggie blev af sin medskuespiller Naveen Andrews ("Sayid Jarrah") kaldt "Miss America."
- Det var Andrews forslag at Sayid og Shannon skulle indlede et romantisk forhold, i håb om at kunne "chokere Amerika."[2]

## Fodnoter
1. ↑  Lost: 
"Confidence Man" (Sæson 1, afsnit 8). Manuskript af Damon Lindelof.  Broadcasted første gang på American Broadcasting Company den TBA.
2. ↑  Lost: The Complete Second Season